# Comuna Pălatca, Cluj
Pălatca (în maghiară Magyarpalatka) este o comună în județul Cluj, Transilvania, România, formată din satele Băgaciu, Mureșenii de Câmpie, Pălatca (reședința), Petea și Sava.

## Date geografice
Comuna este situată în Câmpia Fizeșului.

## Demografie
Componența etnică a comunei Pălatca
     Români (60,46%)
     Maghiari (21,54%)
     Romi (11,65%)
     Alte etnii (0%)
     Necunoscută (6,35%)
Componența confesională a comunei Pălatca
     Ortodocși (64,34%)
     Reformați (18,62%)
     Adventiști (4,77%)
     Greco-catolici (1,85%)
     Penticostali (1,32%)
     Alte religii (1,06%)
     Necunoscută (8,03%)
Conform recensământului efectuat în 2021, populația comunei Pălatca se ridică la 1.133 de locuitori, în scădere față de recensământul anterior din 2011, când fuseseră înregistrați 1.218 locuitori. Majoritatea locuitorilor sunt români (60,46%), cu minorități de maghiari (21,54%) și romi (11,65%), iar pentru 6,35% nu se cunoaște apartenența etnică. Din punct de vedere confesional, majoritatea locuitorilor sunt ortodocși (64,34%), cu minorități de reformați (18,62%), adventiști (4,77%), greco-catolici (1,85%) și penticostali (1,32%), iar pentru 8,03% nu se cunoaște apartenența confesională.

## Politică și administrație
Comuna Pălatca este administrată de un primar și un consiliu local compus din 9 consilieri. Primarul, Ioan Huldușan[*], de la Partidul Național Liberal, este în funcție din 2000. Începând cu alegerile locale din 2024, consiliul local are următoarea componență pe partide politice:
|  | Partid                                 | Consilieri | Componența Consiliului | Componența Consiliului | Componența Consiliului | Componența Consiliului | Componența Consiliului | Componența Consiliului |
|  | -------------------------------------- | ---------- | ---------------------- | ---------------------- | ---------------------- | ---------------------- | ---------------------- | ---------------------- |
|  | Partidul Național Liberal              | 6          |                        |                        |                        |                        |                        |                        |
|  | Uniunea Democrată Maghiară din România | 1          |                        |                        |                        |                        |                        |                        |
|  | Partidul Social Democrat               | 1          |                        |                        |                        |                        |                        |                        |
|  | Partida Romilor „Pro Europa”           | 1          |                        |                        |                        |                        |                        |                        |

### Evoluție istorică
De-a lungul timpului populația comunei a evoluat astfel:
Pălatca - evoluția demografică

|  | Graficele sunt indisponibile din cauza unor probleme tehnice. Mai multe informații se găsesc la Phabricator și la wiki-ul MediaWiki. |

Date: Recensăminte sau birourile de statistică - grafică realizată de Wikipedia

## Istoric
Prima menționare documentară a satului Pălatca este din 1296.

## Personalități născute aici
- Ioan Moldovan (n. 1952), scriitor.
- Iosif Nagy (? - ?), deputat în Marea Adunare Națională de la Alba Iulia 1918

## Lăcașuri de cult
- Biserica Reformată-Calvină, din secolul al XV-lea.
- Biserica de lemn „Sf. Arhangheli Mihail și Gavriil” (1700) din satul Băgaciu.
- Biserica de lemn „Sf. Petru” (1774) din satul Sava.
- Biserica Creștină Adventistă de Ziua a Șaptea

## Vezi și
- Biserica de lemn din Băgaciu
- Biserica de lemn din Sava
- Biserica reformată din Pălatca

## Imagini

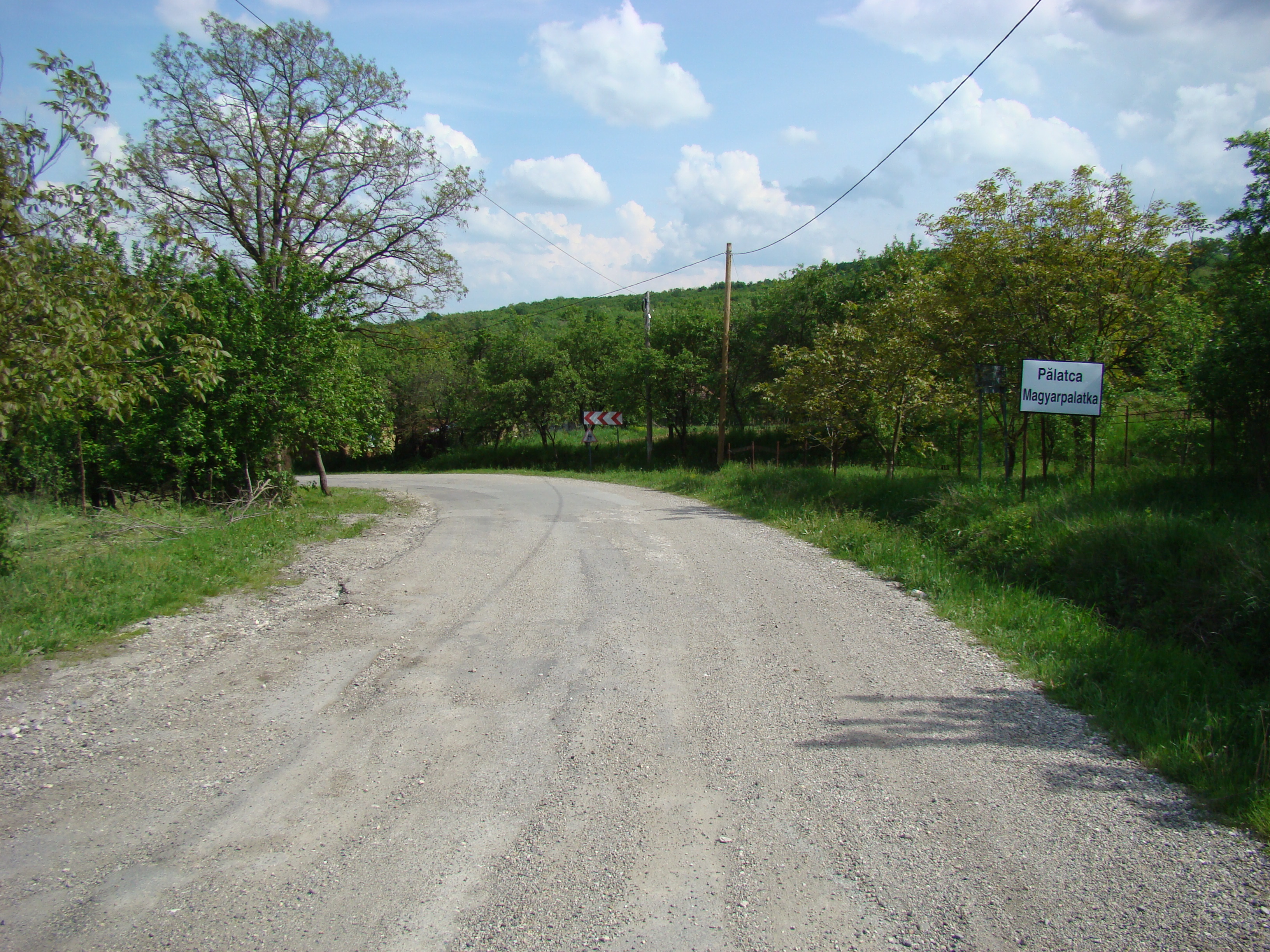
Pălatca
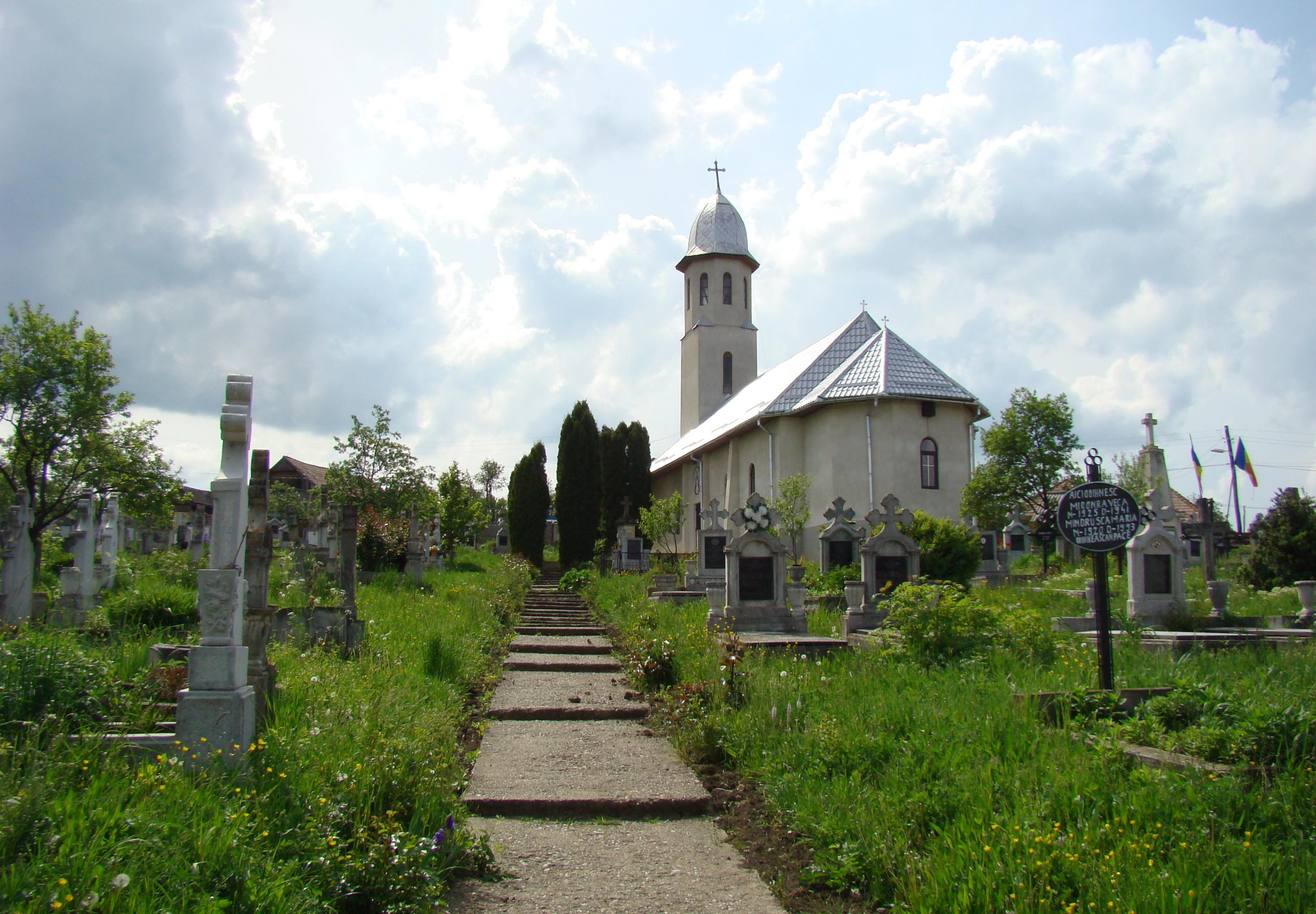
Biserica ortodoxă din Pălatca
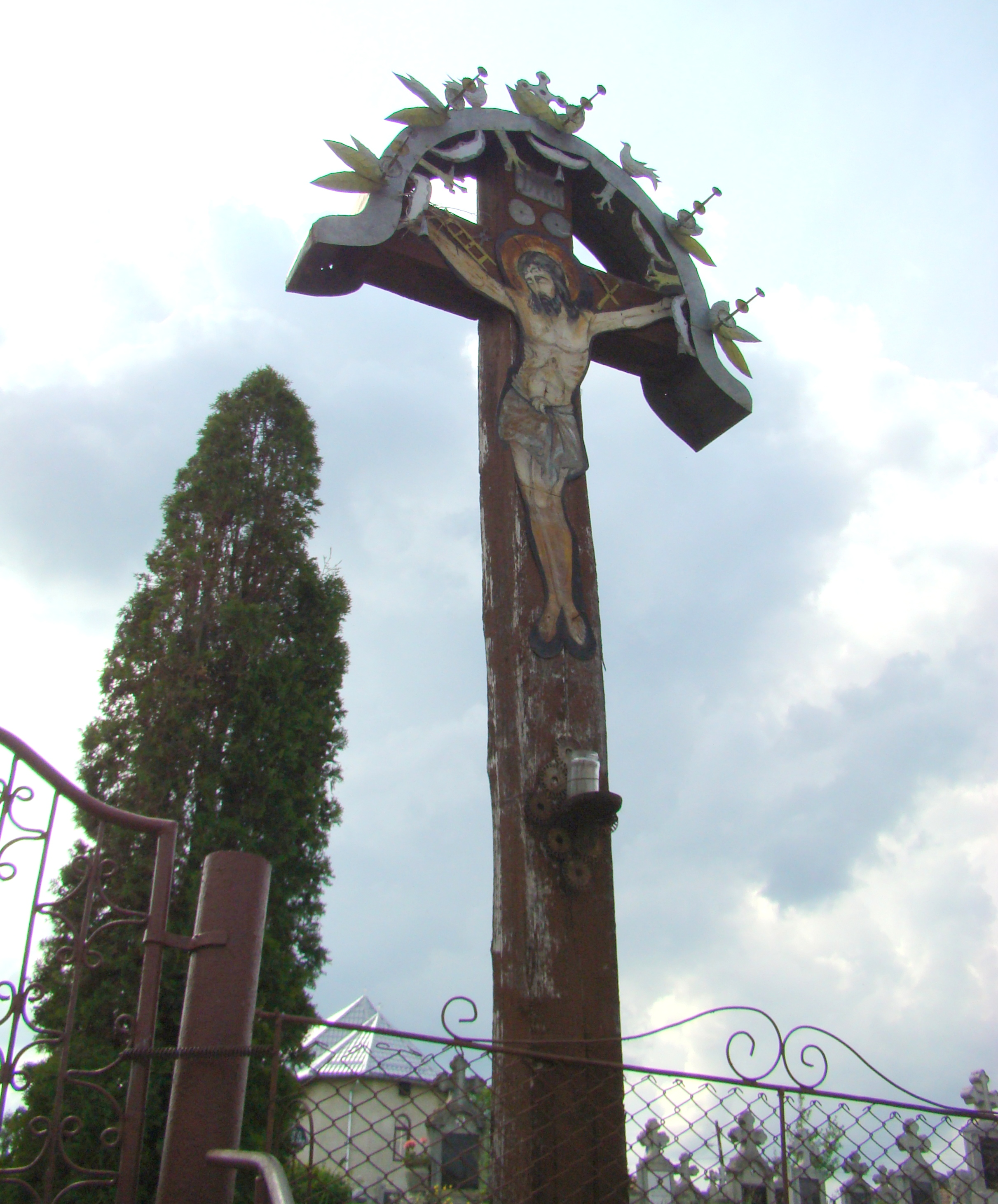
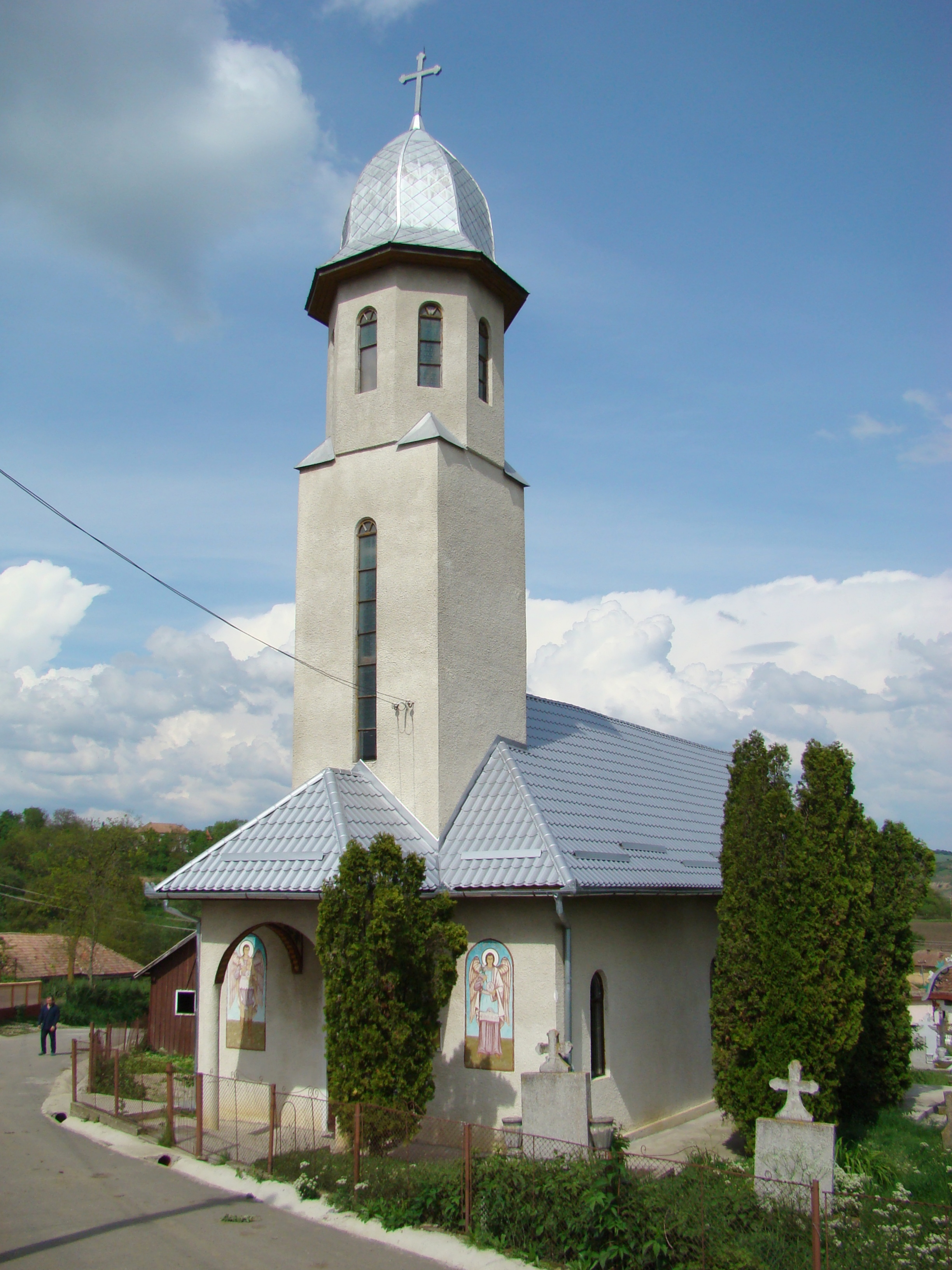
Biserica ortodoxă din Pălatca
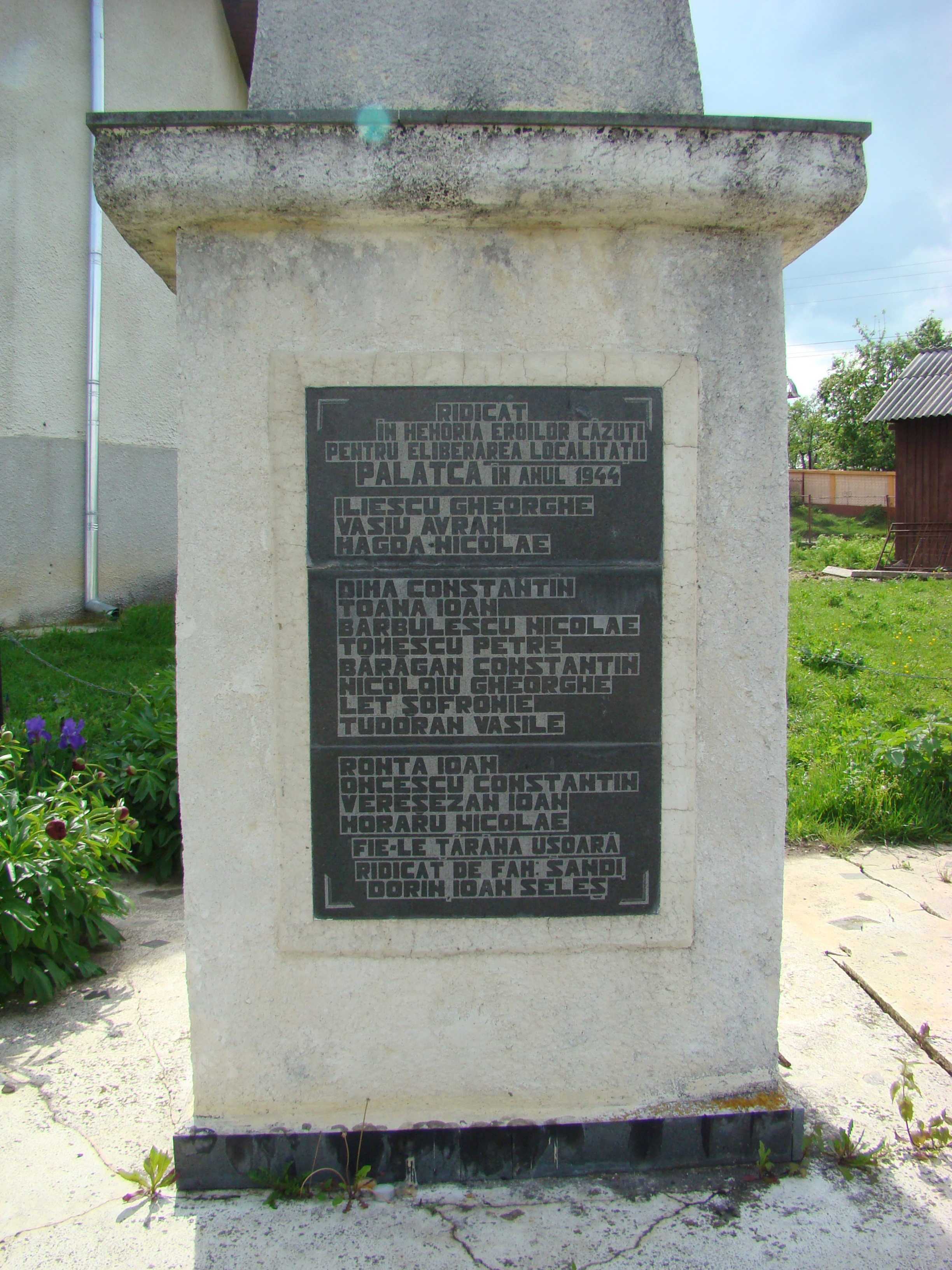
Monumentul eroilor
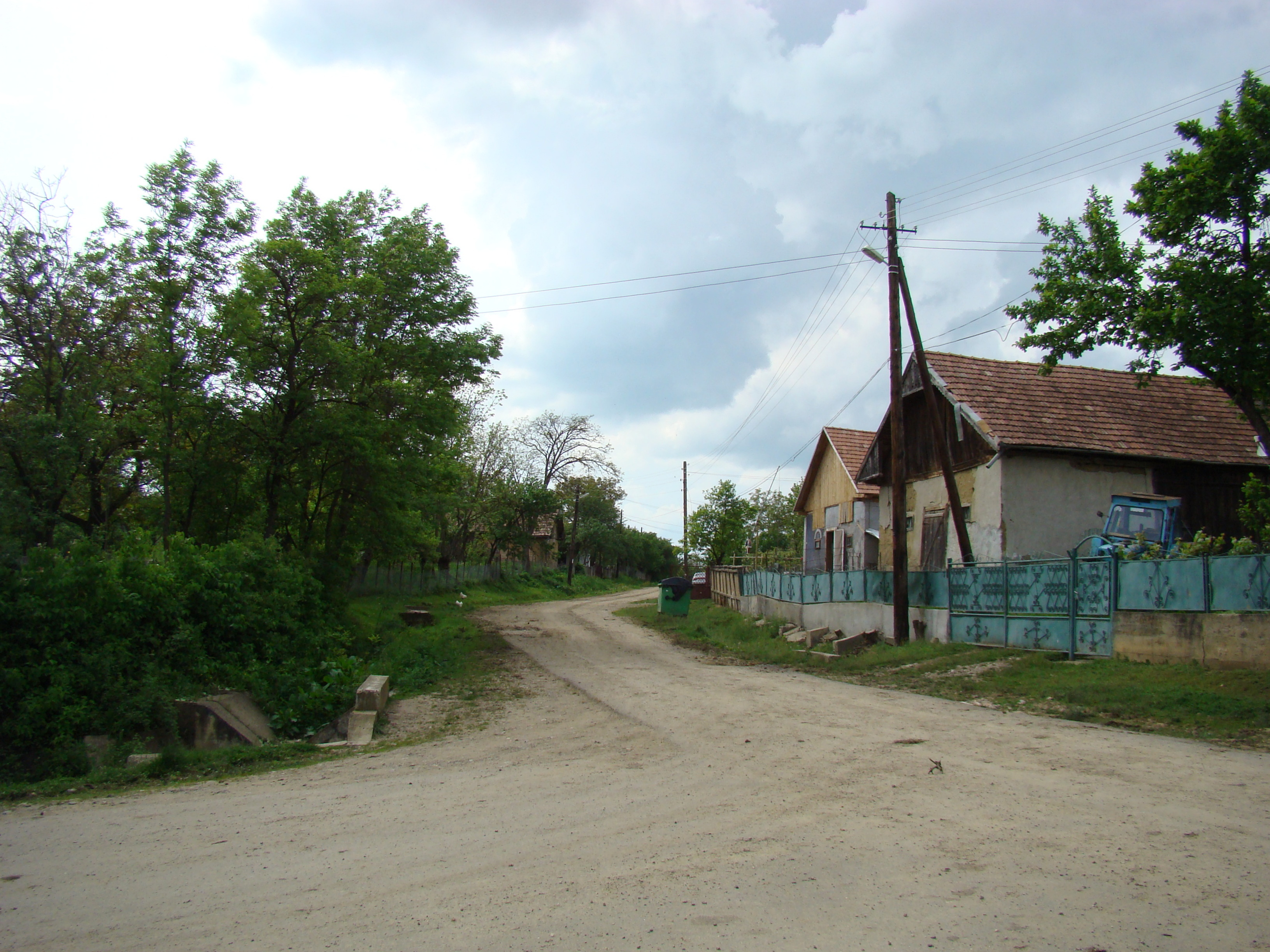
Pălatca
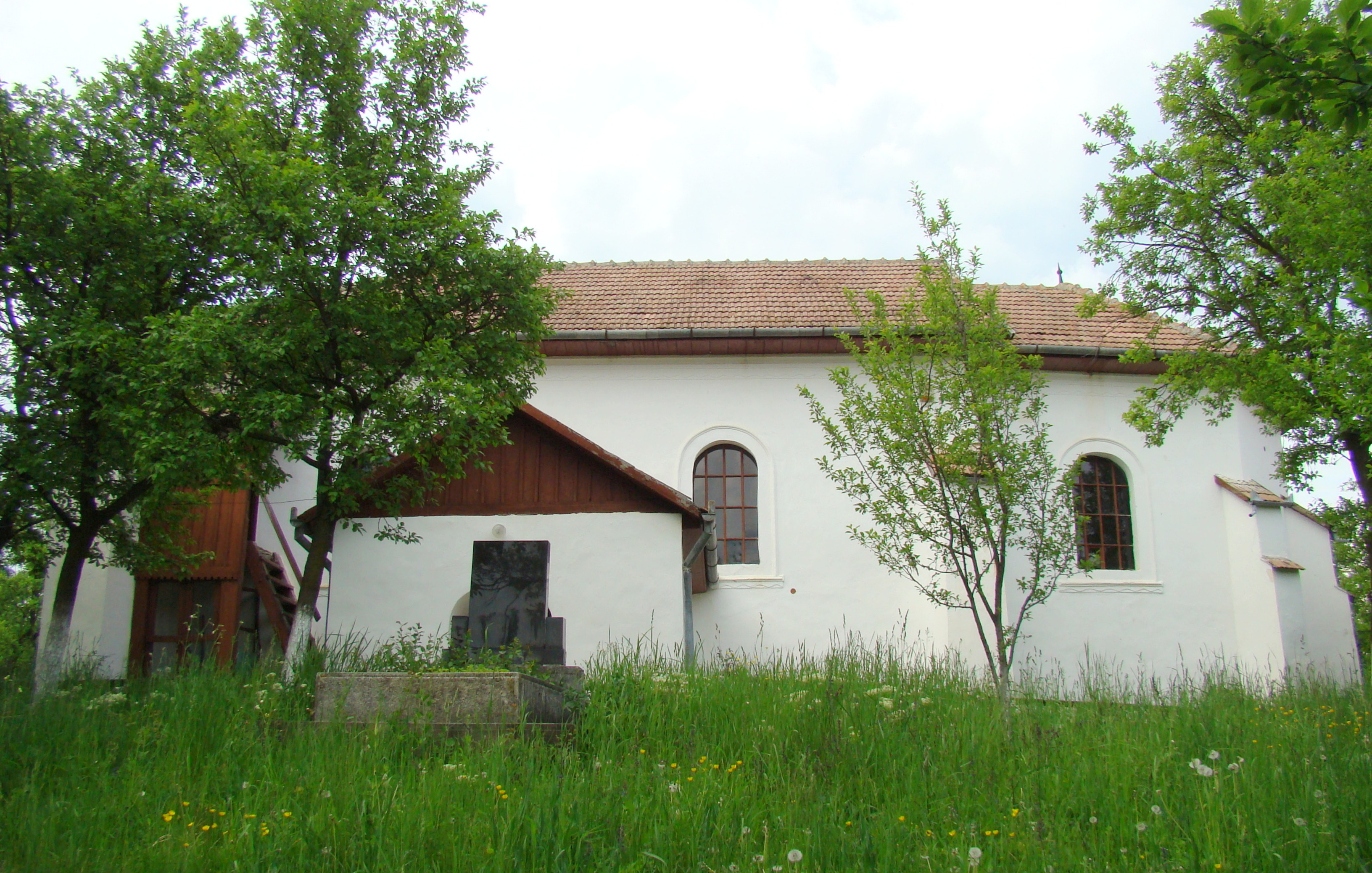
Biserica reformată din Pălatca (monument istoric)
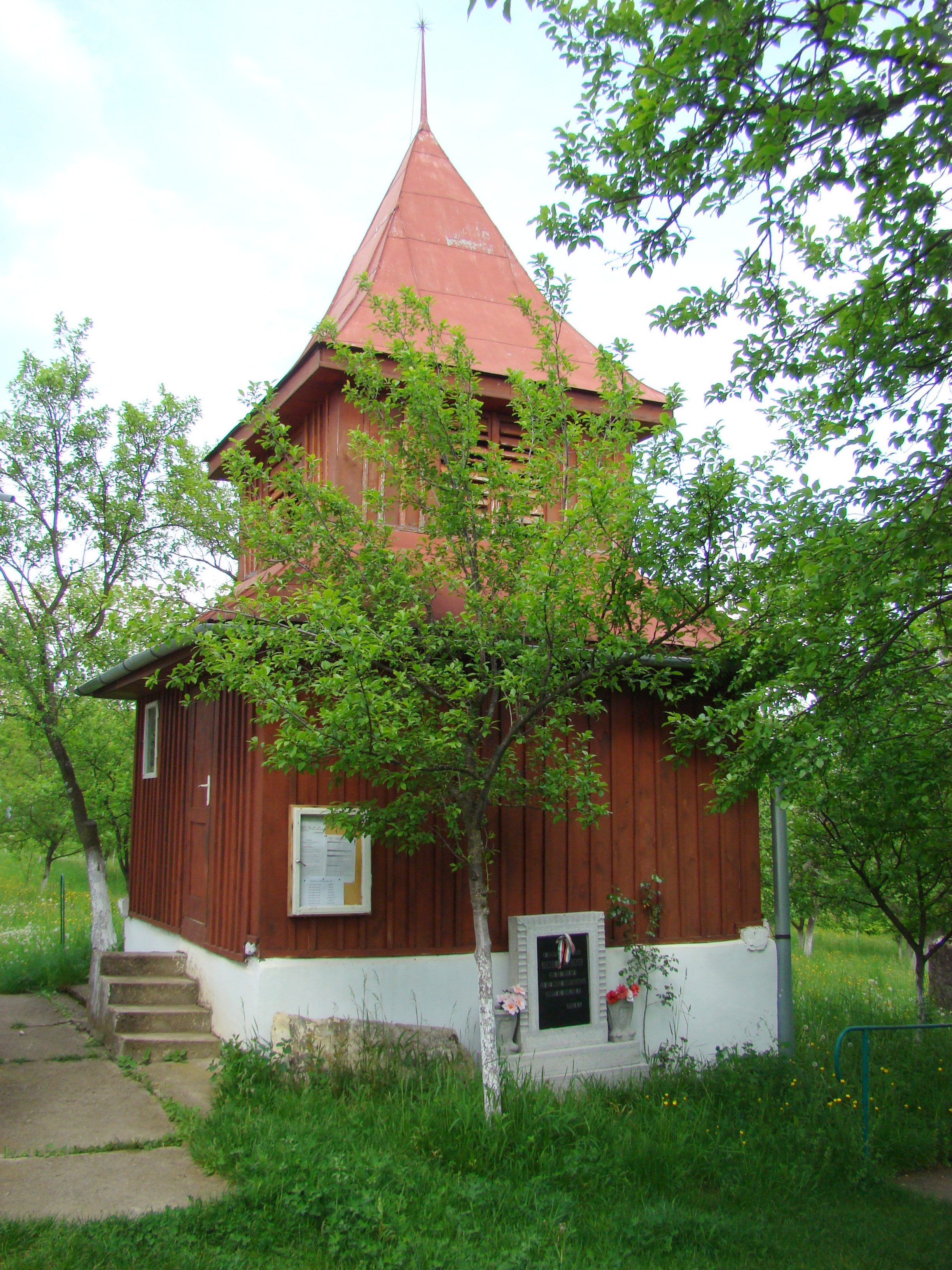
Clopotniţa de lemn a bisericii reformate din satul Pălatca (monument istoric)
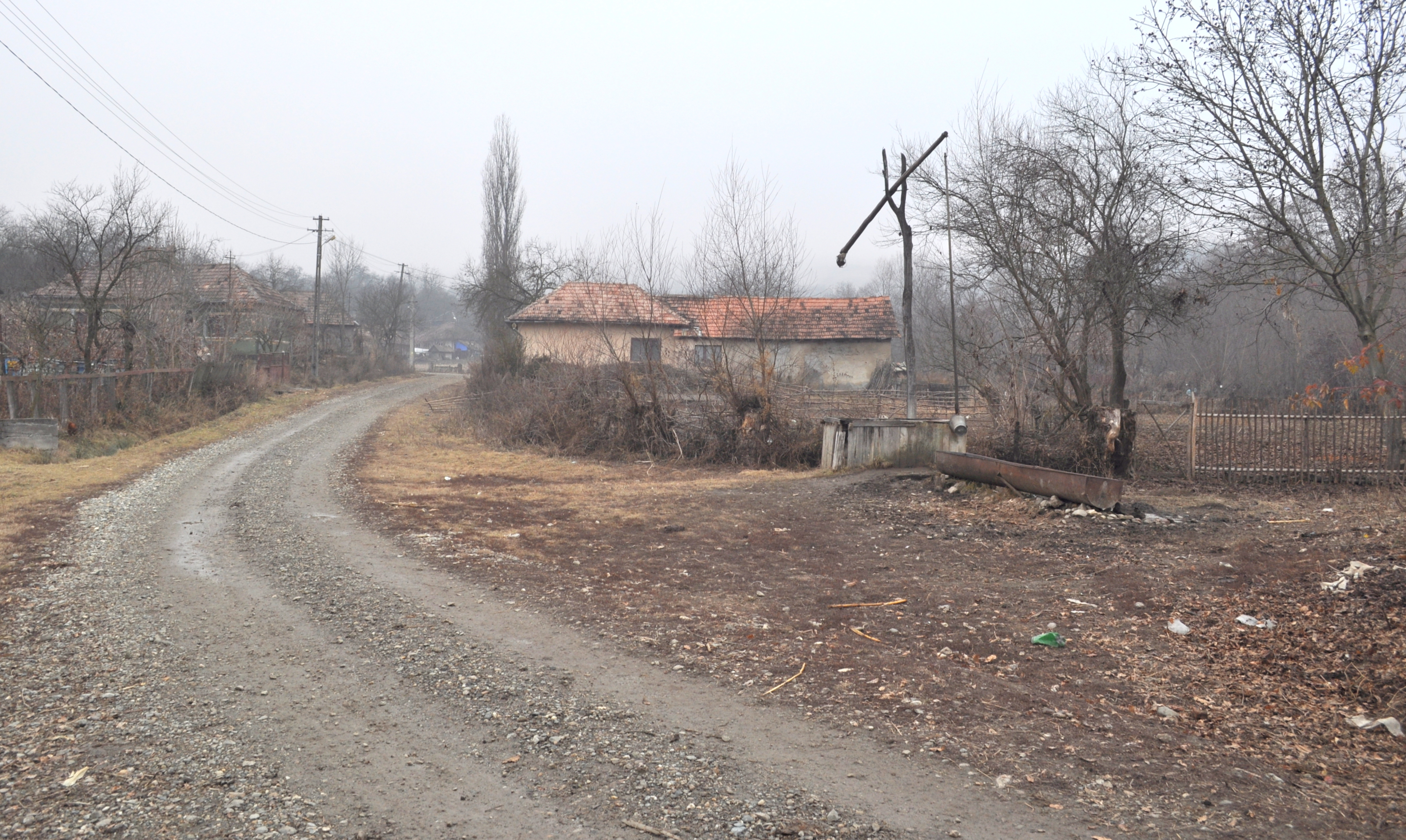
Satul Băgaciu
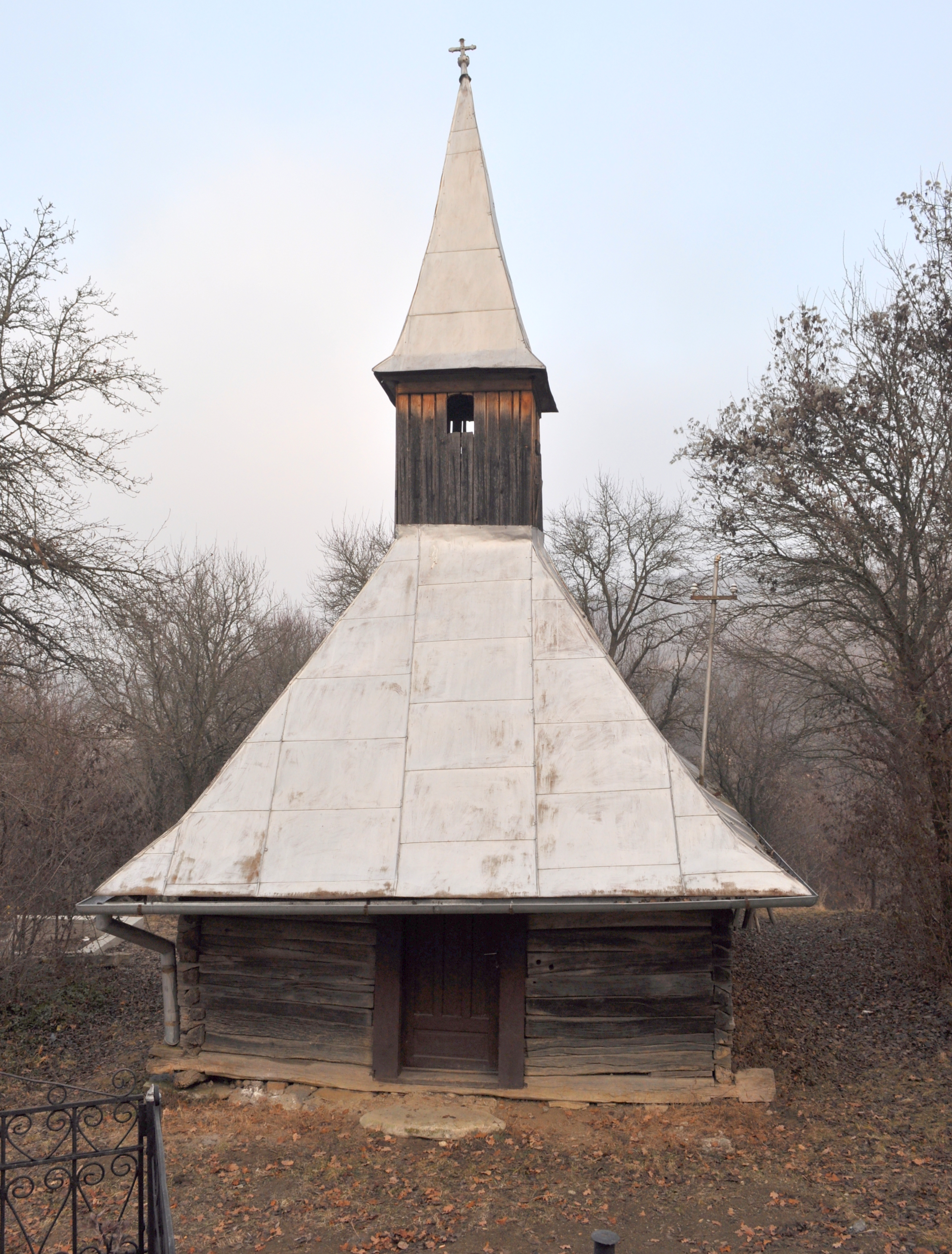
Biserica de lemn „Sfinții Arhangheli Mihail şi Gavriil" din satul Băgaciu (monument istoric)
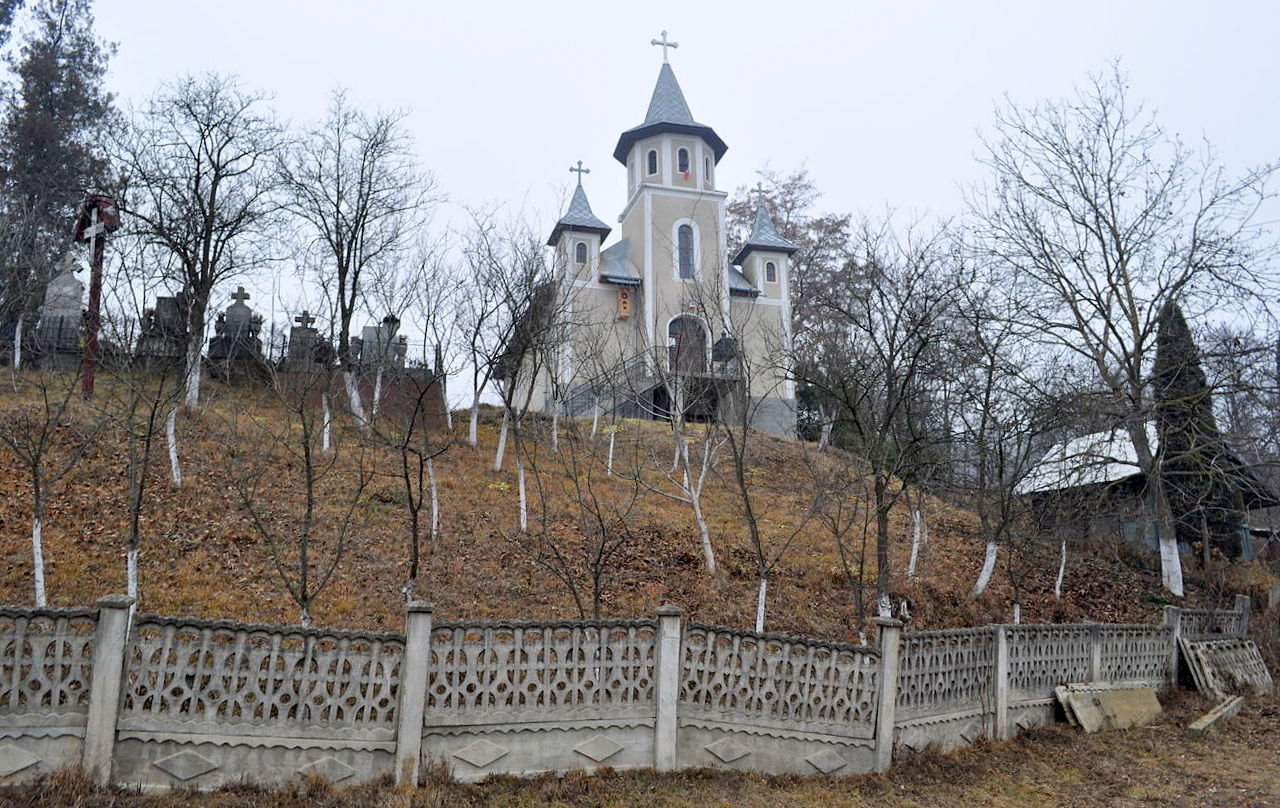
Biserica ortodoxă din satul Sava
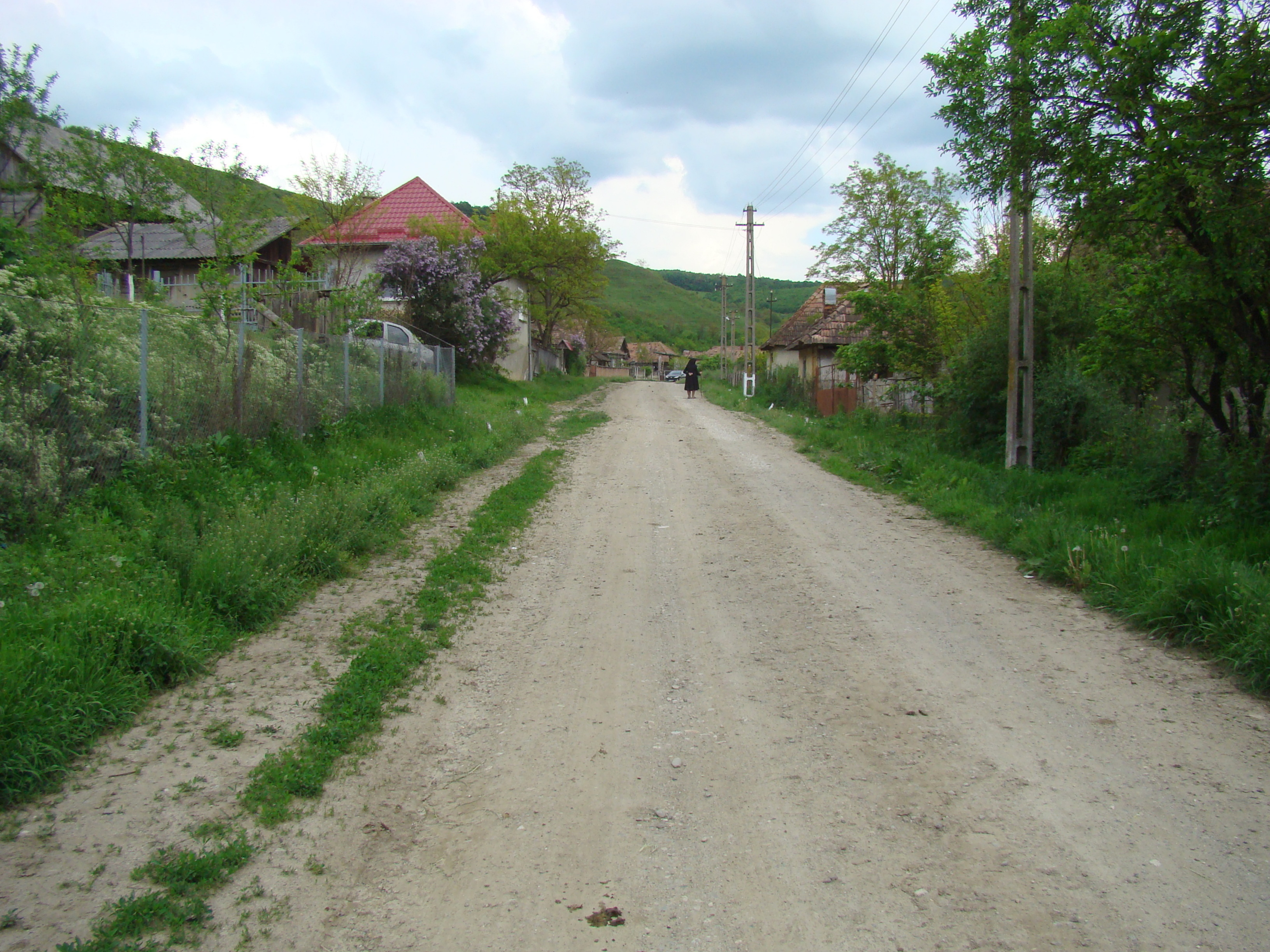
Satul Petea
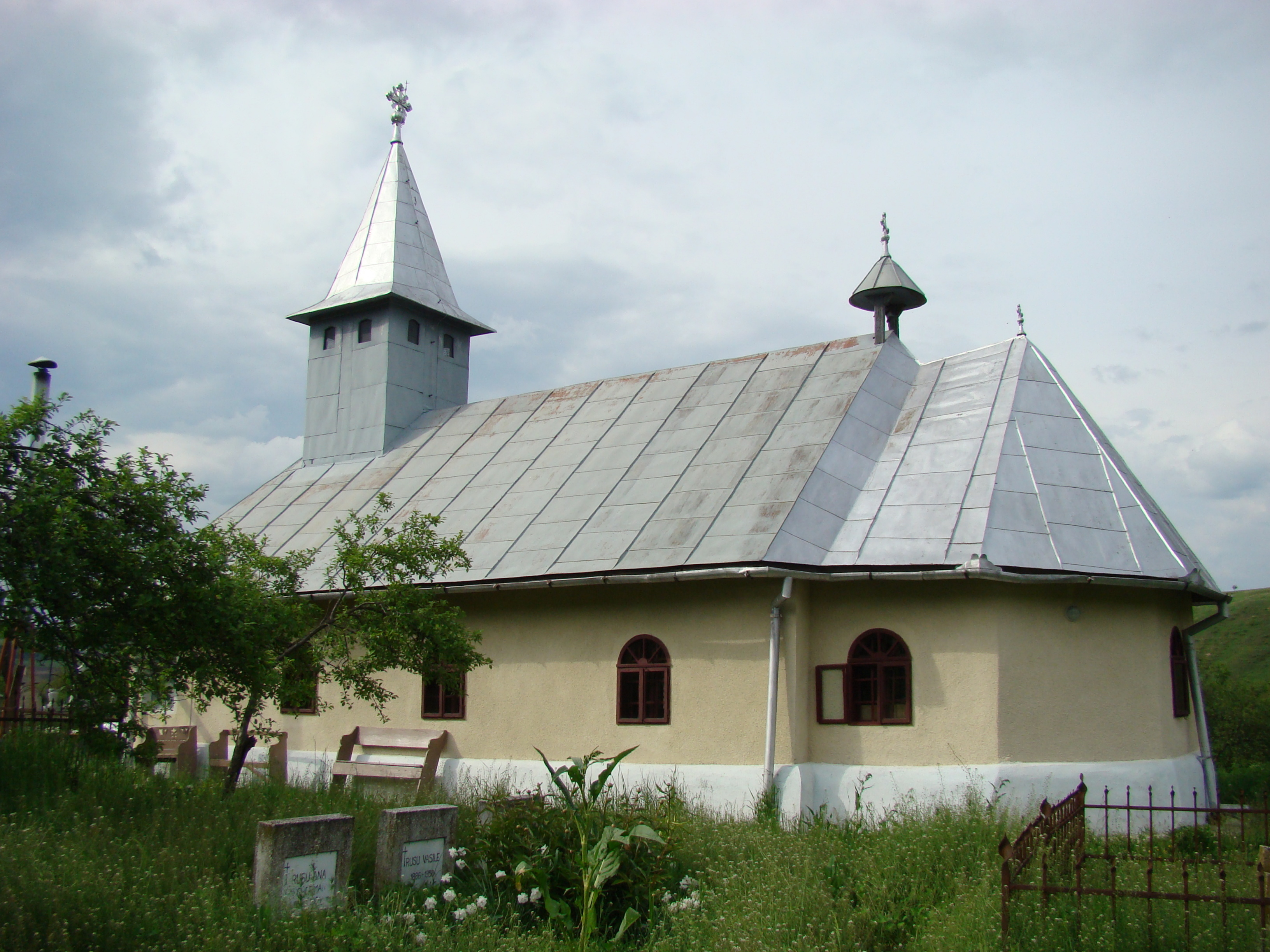
Biserica ortodoxă din satul Petea
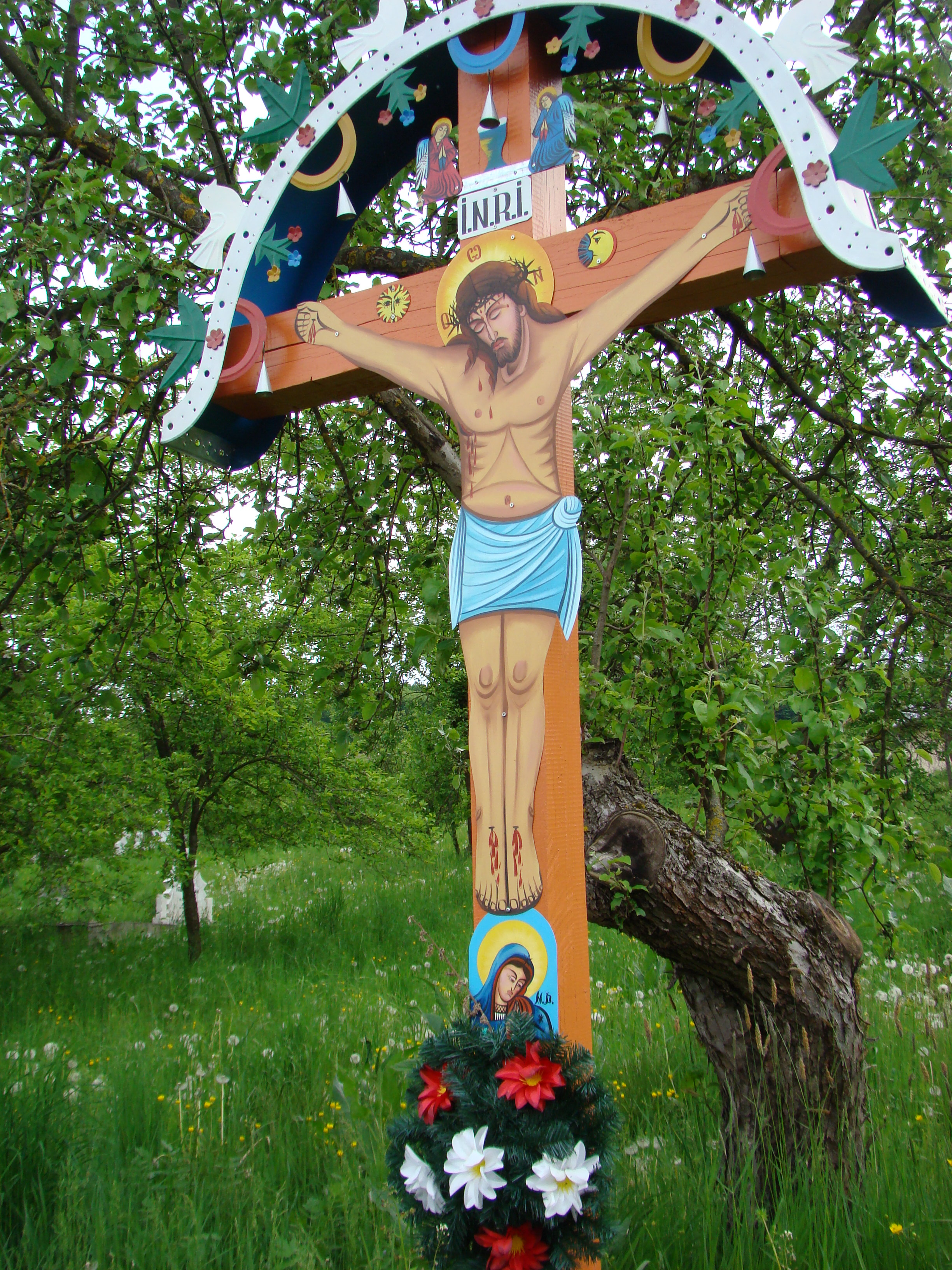
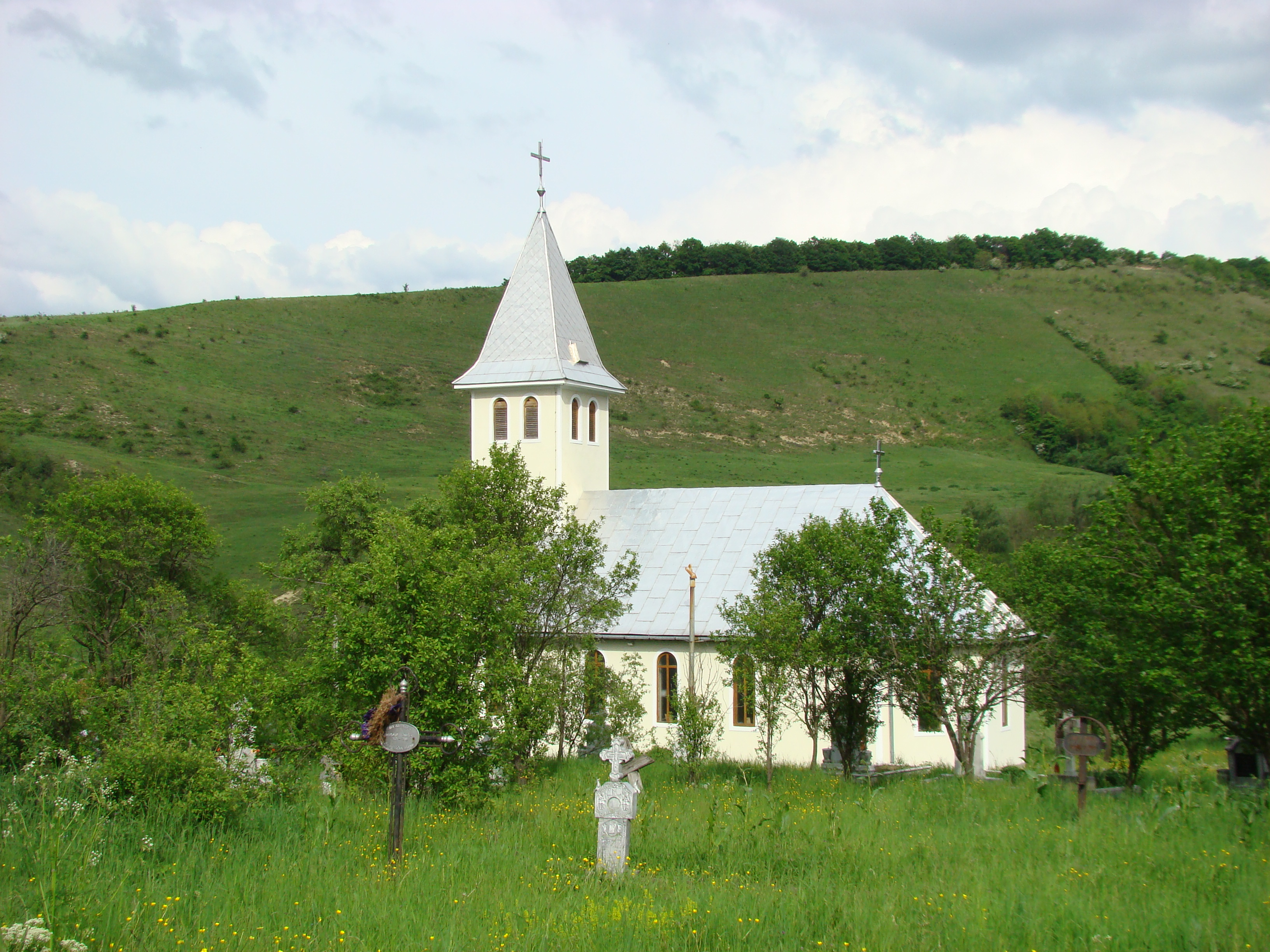
Biserica greco-catolică din satul Petea
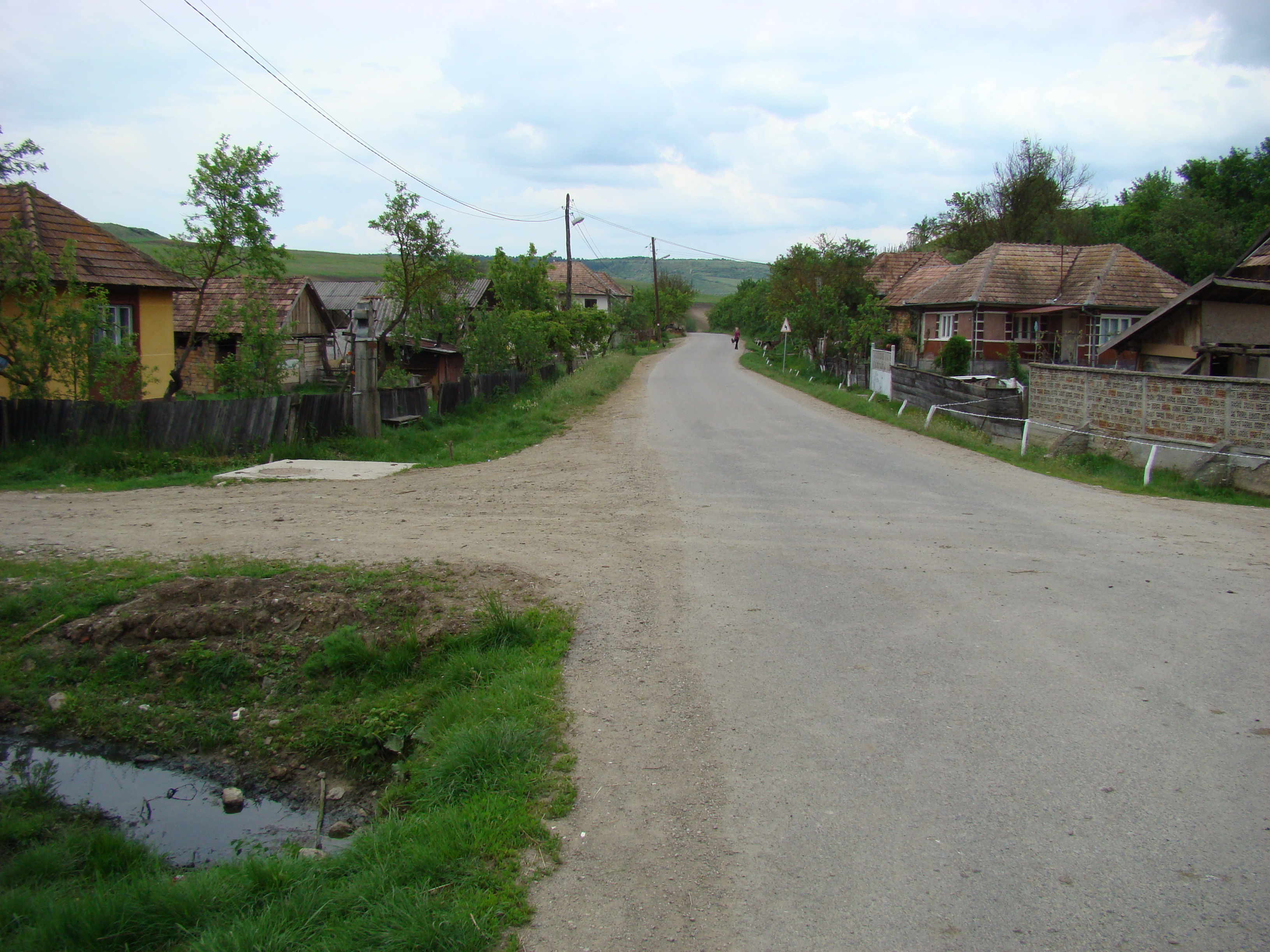
Satul Petea
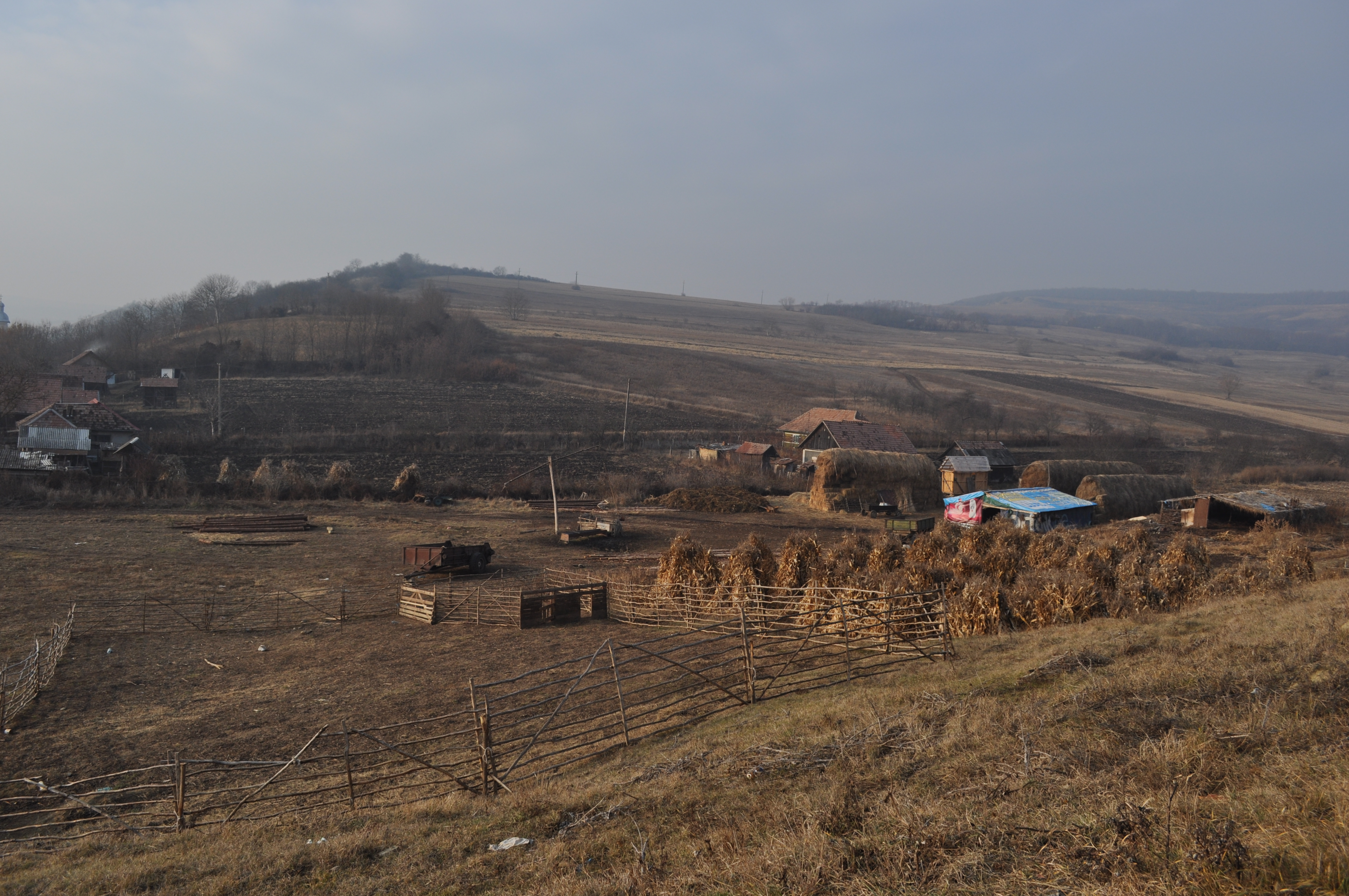
Mureșenii de Câmpie
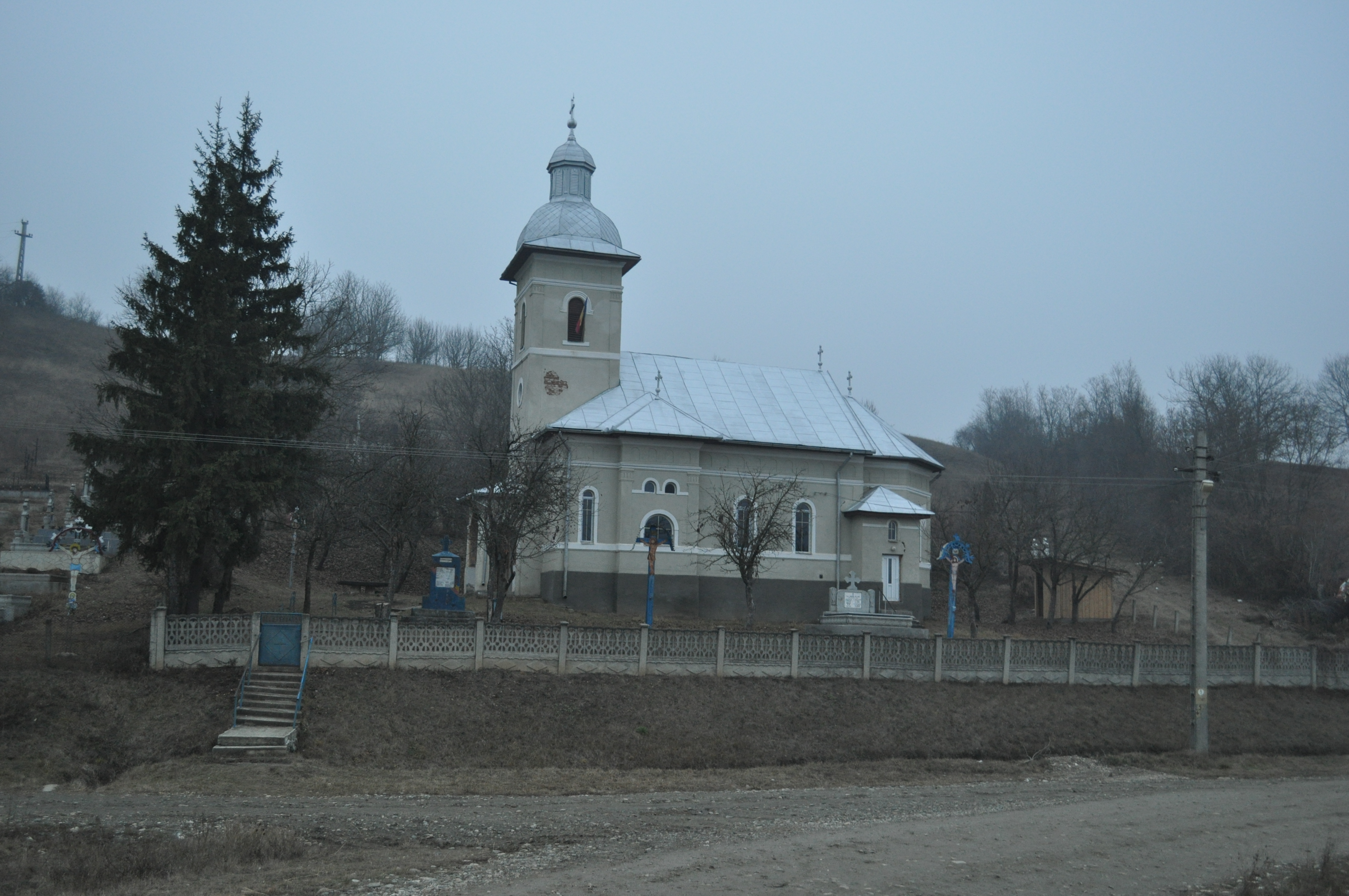
Biserica ortodoxă
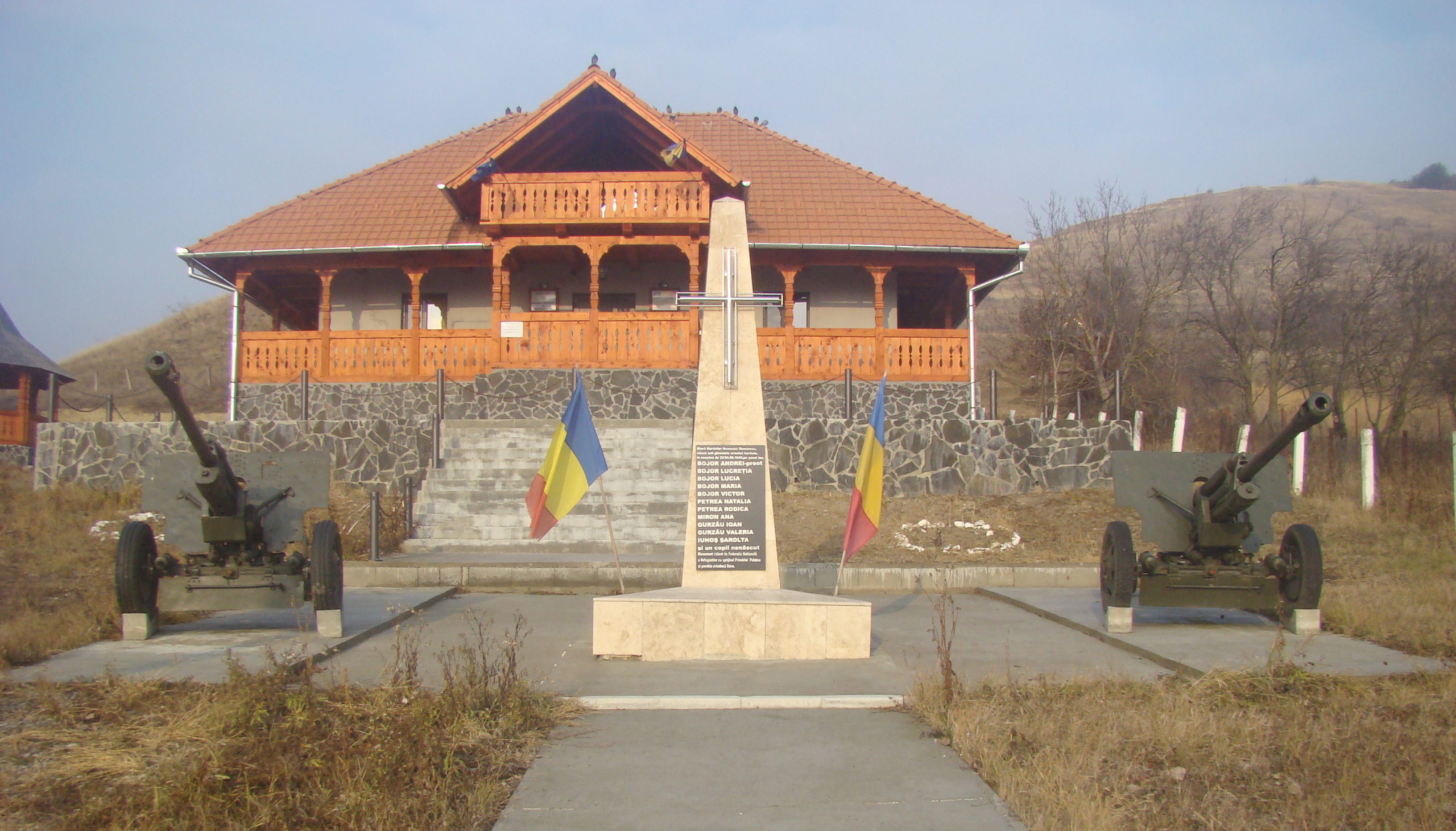
Monumentul martirilor ucişi de trupele horthyste în satul Mureșenii de Câmpie
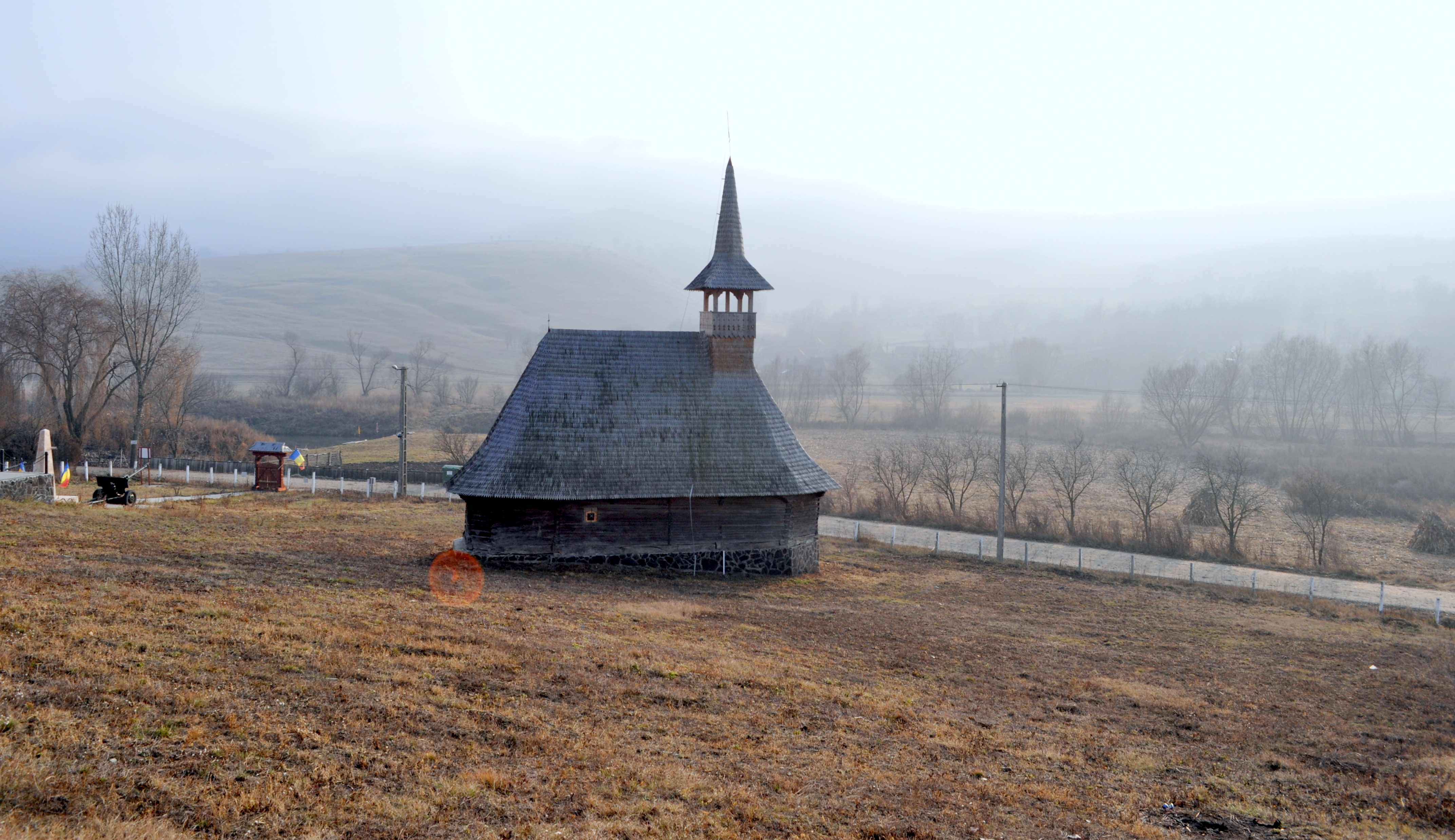
Biserica de lemn „Sfântul Petru" din Mureșenii de Câmpie (monument istoric)
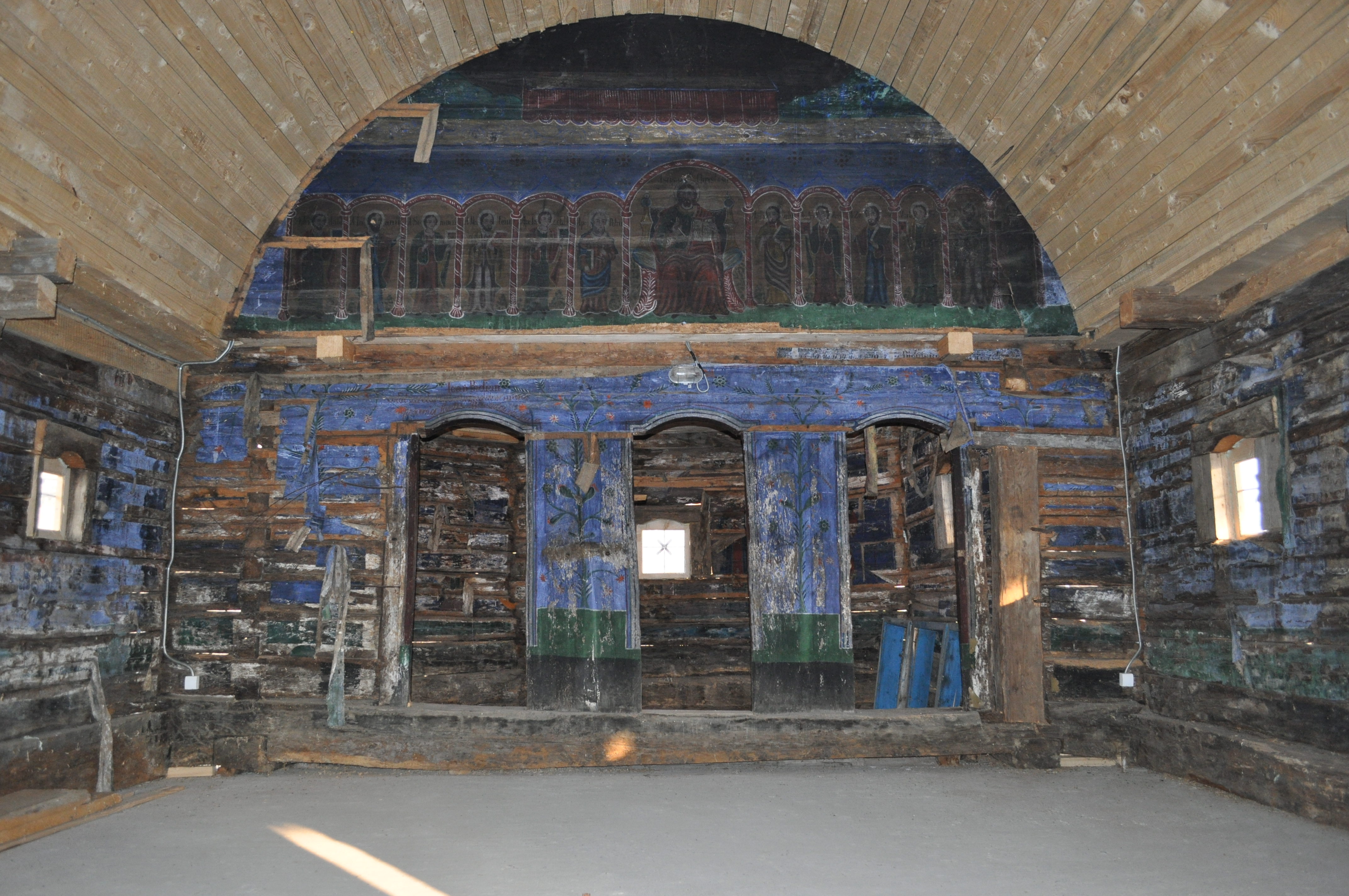
Biserica de lemn „Sfântul Petru" din Mureșenii de Câmpie (monument istoric)